# استنلی گلوور
استنلی گلوور (انگلیسی: Stanley Glover; ۱۸ آوریل ۱۹۰۸ – ۲۳ فوریهٔ ۱۹۶۴) ورزشکار دو و میدانی اهل کانادا بود.